# Бохињска Бистрица
Бохињска Бистрица (словен. Bohinjska Bistrica) је градић и управно средиште општине Бохињ, која припада Горењској регији у Републици Словенији.
По попису становништва из 2011. г. насеље Бохињска Бистрица имало је 1.799 становника.

## Занимљивости
- Бохињска Бистрица је једно од најпознатијих зимских туристичких одредишта у Словенији.